# Saint-Andelain
Saint-Andelain település Franciaországban, Nièvre megyében. Lakosainak száma 609 fő (2022. január 1.). Saint-Andelain Saint-Martin-sur-Nohain, Garchy, Pouilly-sur-Loire, Saint-Laurent-l’Abbaye, Saint-Quentin-sur-Nohain és Tracy-sur-Loire községekkel határos.

## Népesség
A település népessége az elmúlt években az alábbi módon változott:
| Lakosok száma | 513  | 489  | 496  | 519  | 549  | 580  | 592  | 601  | 609  |
|               | 2013 | 2015 | 2016 | 2017 | 2018 | 2019 | 2020 | 2021 | 2022 |